# Zurita (Huesca)
Zurita (Sorita en catalán ribagorzano) es una localidad española situada dentro del término municipal de Baélls a 4 kilómetros, en la comarca de La Litera, provincia de Huesca, Aragón. Está a una altitud de 700 m s. n. m. En 1980 contaba con 18 habitantes y en 1991 con tan solo 1, en la actualidad vive una familia

## Historia
Esta población aparece mencionada en un documento de 1356, por el que se cuenta que el rey Pedro IV de Aragón vendió a Blas Fernández de Heredia "el imperio y toda la jurisdicción sobre el castillo de Zurita y parroquias de Zurita". El castillo está emplazado sobre risco que domina la población. Se aprecian, a simple vista, los restos del recinto amurallado, consistentes en un cubo circular, construido con sillarejo, aunque es necesario un estudio arqueológico para conocer en profundidad este enclave.

## Monumentos
- Castillo de Zurita.
- Iglesia parroquial de San Pedro, siglos XVII y XVIII.
- Ermita de San Urbano, de mampostería, siglo XVIII.
- Monasterio de Jesús del Huerto de Getsemaní, también llamado Convento o Quinta de Getsemaní (en ruinas).
- Muy cerca de esta localidad existe un poblado de la edad de bronce inicial.[2]

## Enlaces
- Wikimedia Commons alberga una categoría multimedia sobre Zurita.
- Portal de información de Baells, Nachá y Zurita. Ofrece también el acceso a la versión digital del Noticiario de Baells.
- Baélls en comarca de la Litera

- Datos: Q13050504